# Стенбур
Стенбур, или по-немецки Штайнбург (фр. Steinbourg, нем. Steinburg) — коммуна на северо-востоке Франции в регионе Гранд-Эст (бывший Эльзас — Шампань — Арденны — Лотарингия), департамент Нижний Рейн, округ Саверн, кантон Саверн.
Площадь коммуны — 12,73 км², население — 1963 человека (2006) с тенденцией к росту: 2008 человек (2013), плотность населения — 157,7 чел/км².

## Население
Население коммуны в 2011 году составляло 1986 человек, в 2012 году — 1997 человек, а в 2013-м — 2008 человек.
| 1962 | 1968 | 1975 | 1982 | 1990 | 1999 | 2006 | 2008 | 2011 | 2012 | 2013 |
| ---- | ---- | ---- | ---- | ---- | ---- | ---- | ---- | ---- | ---- | ---- |
| 1744 | 1878 | 2040 | 2027 | 1927 | 1917 | 1963 | 1988 | 1986 | 1997 | 2008 |

Динамика населения:

## Экономика
В 2010 году из 1276 человек трудоспособного возраста (от 15 до 64 лет) 935 были экономически активными, 341 — неактивными (показатель активности 73,3 %, в 1999 году — 69,3 %). Из 935 активных трудоспособных жителей работали 872 человека (460 мужчин и 412 женщин), 63 числились безработными (30 мужчин и 33 женщины). Среди 341 трудоспособных неактивных граждан 88 были учениками либо студентами, 156 — пенсионерами, а ещё 97 — были неактивны в силу других причин.

## Достопримечательности (фотогалерея)

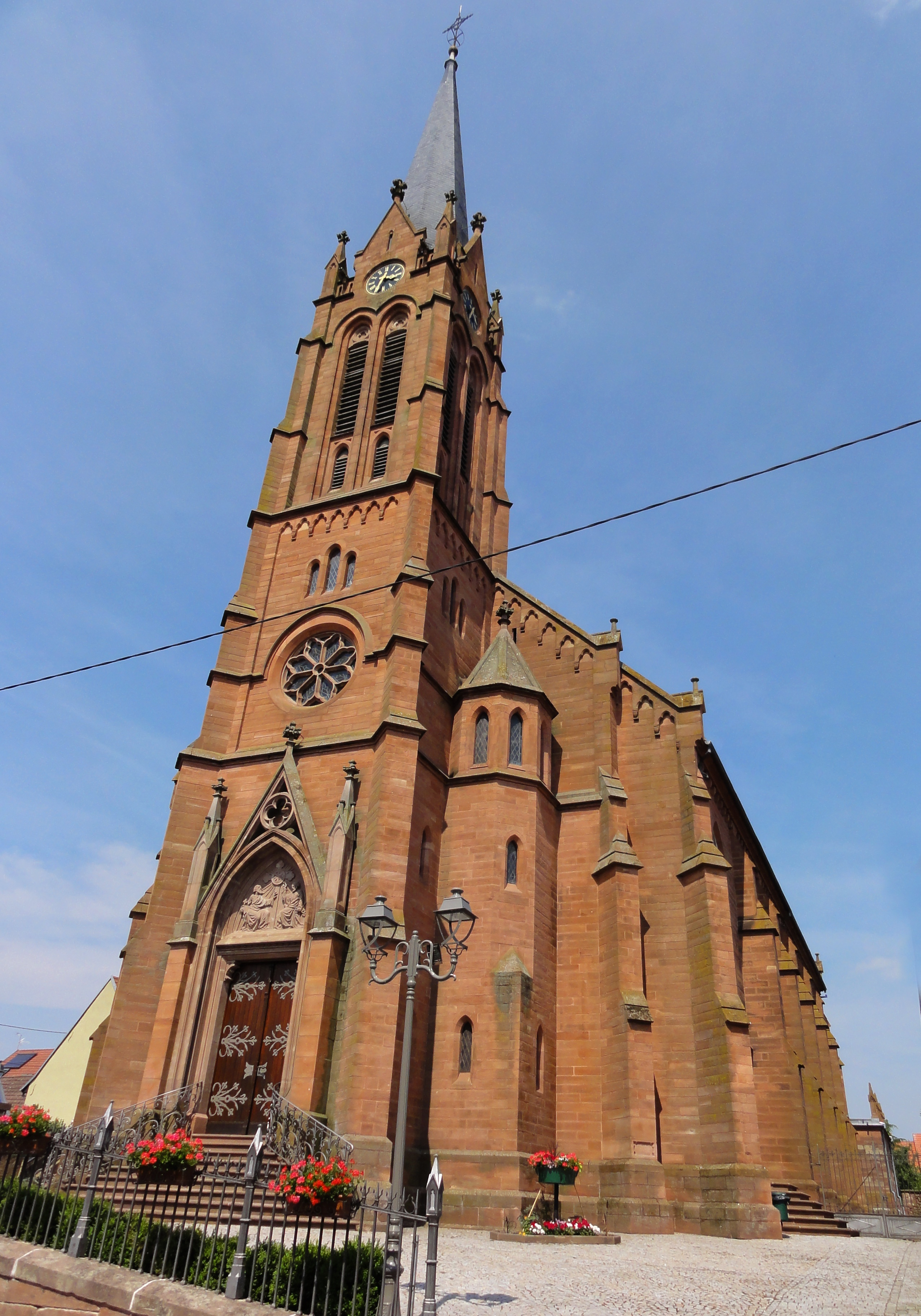
Церковь
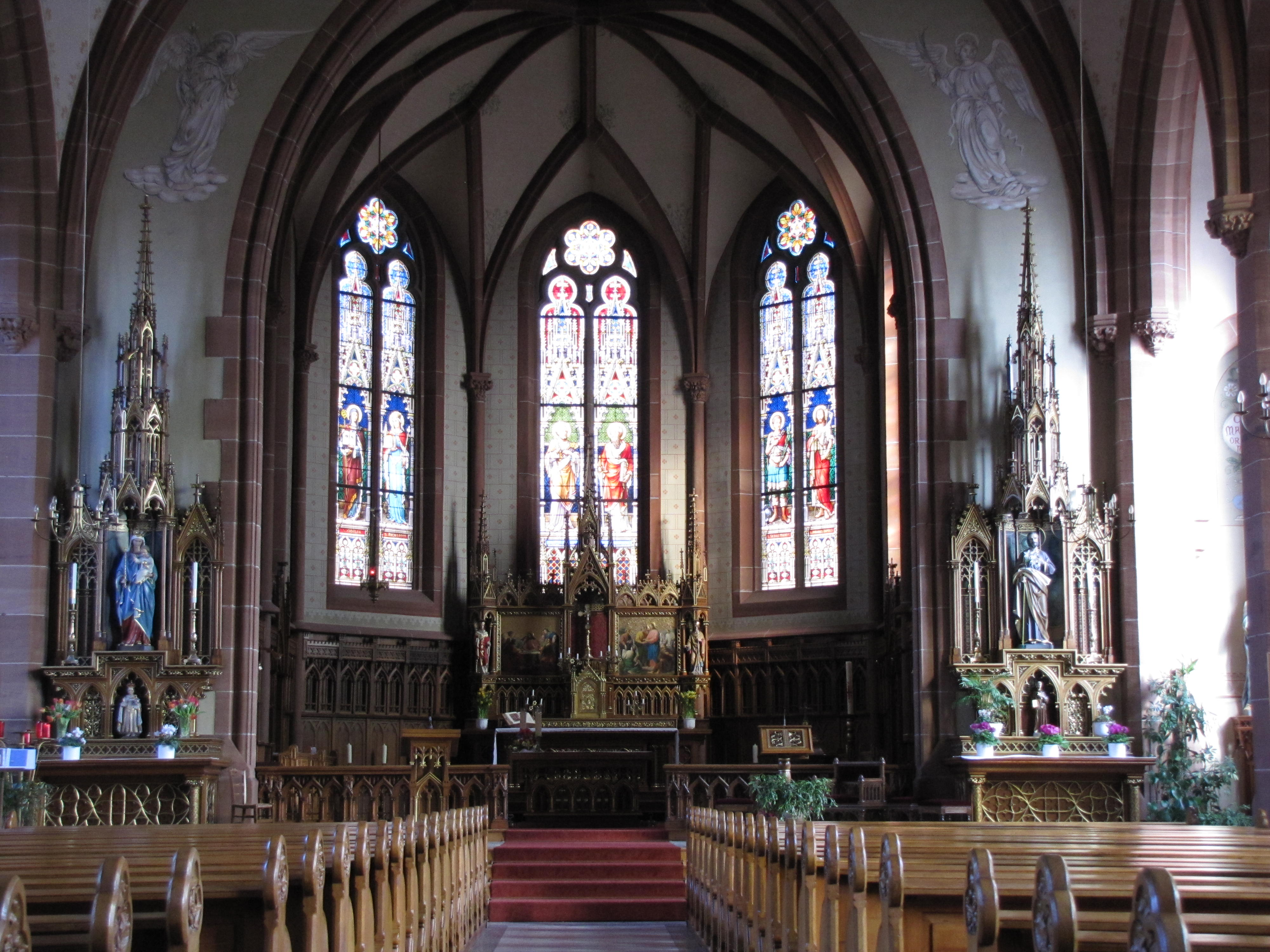
Интерьер
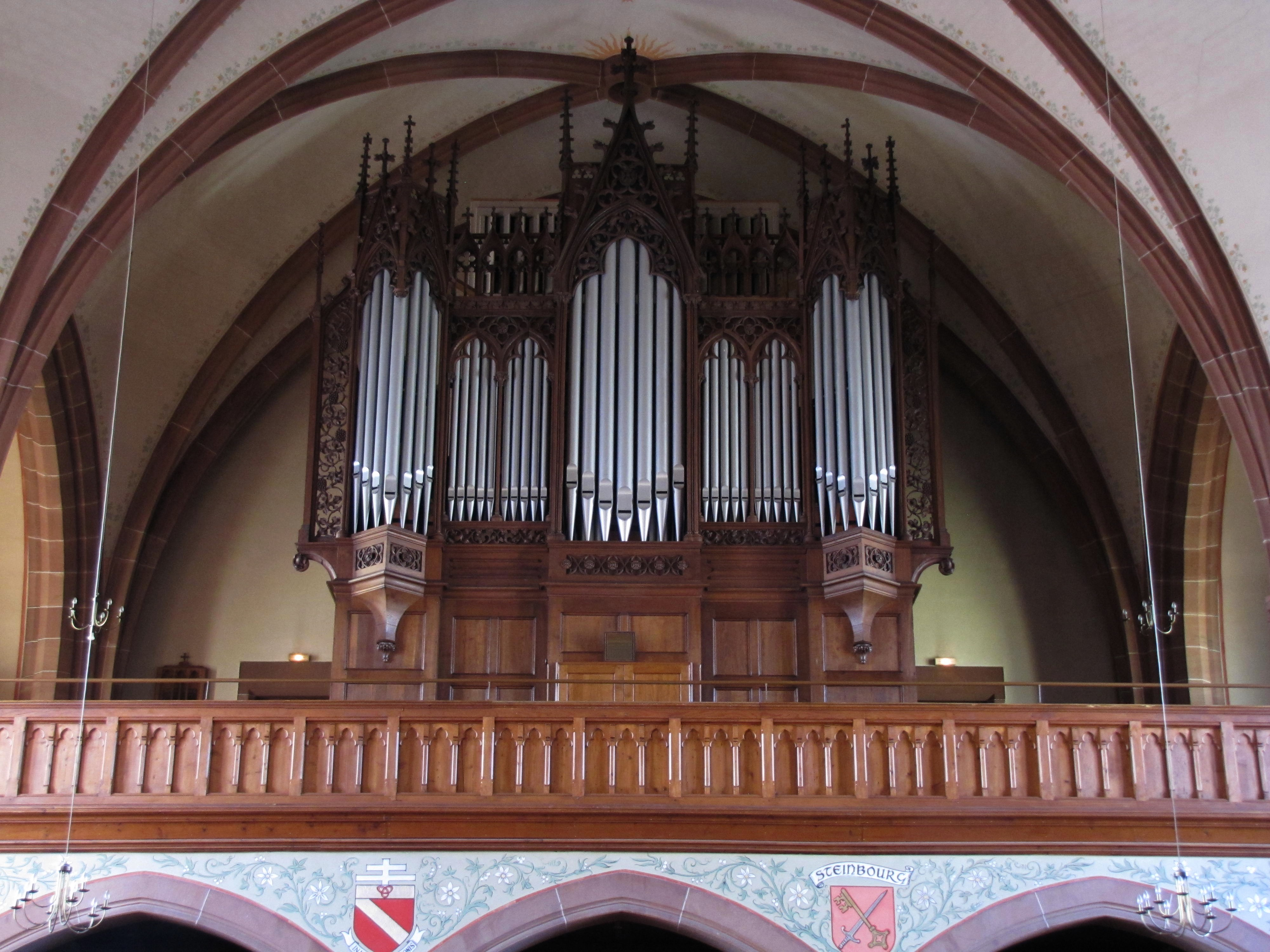
Орган
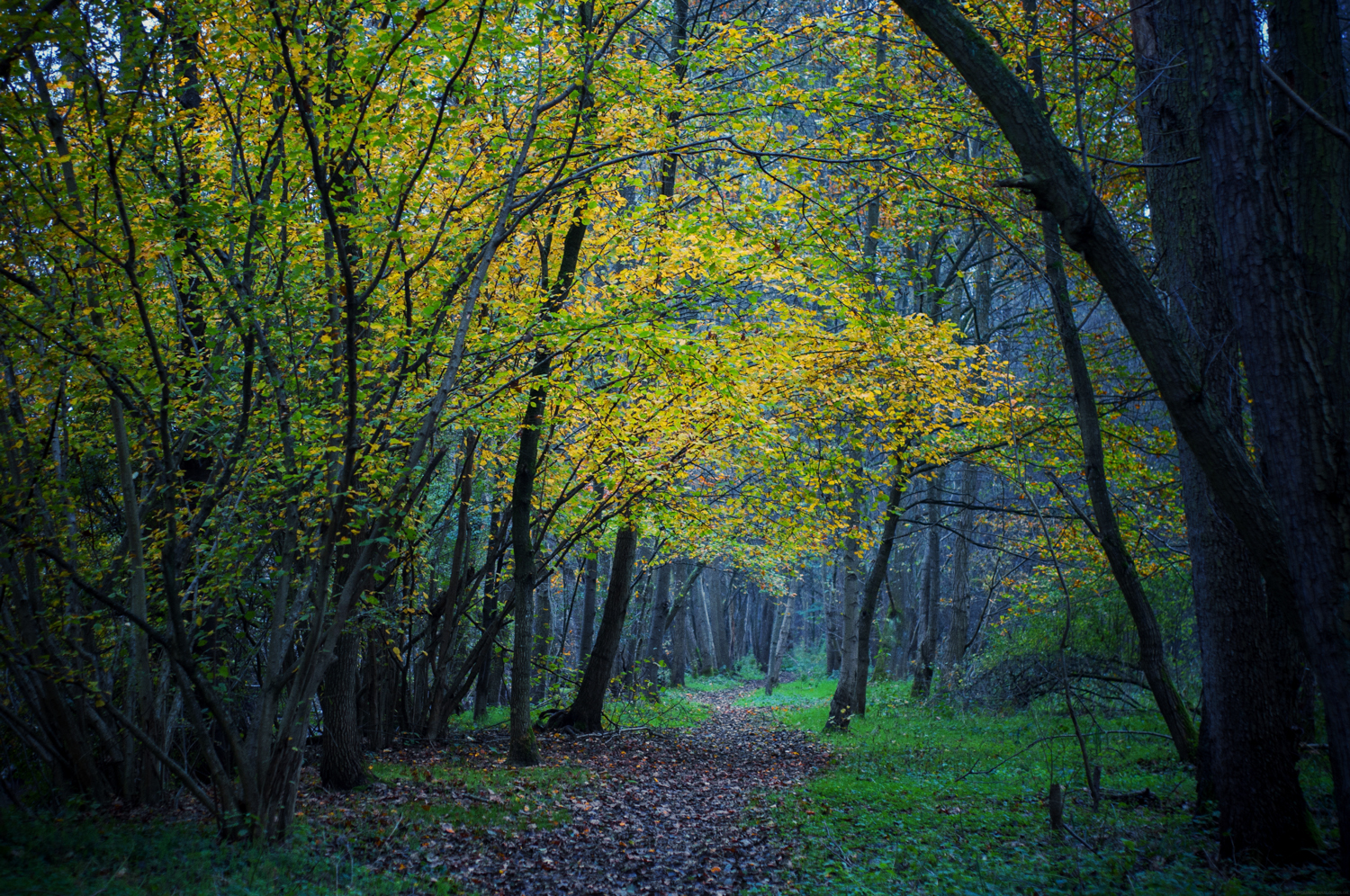
Пешеходная тропа Андре Векмана
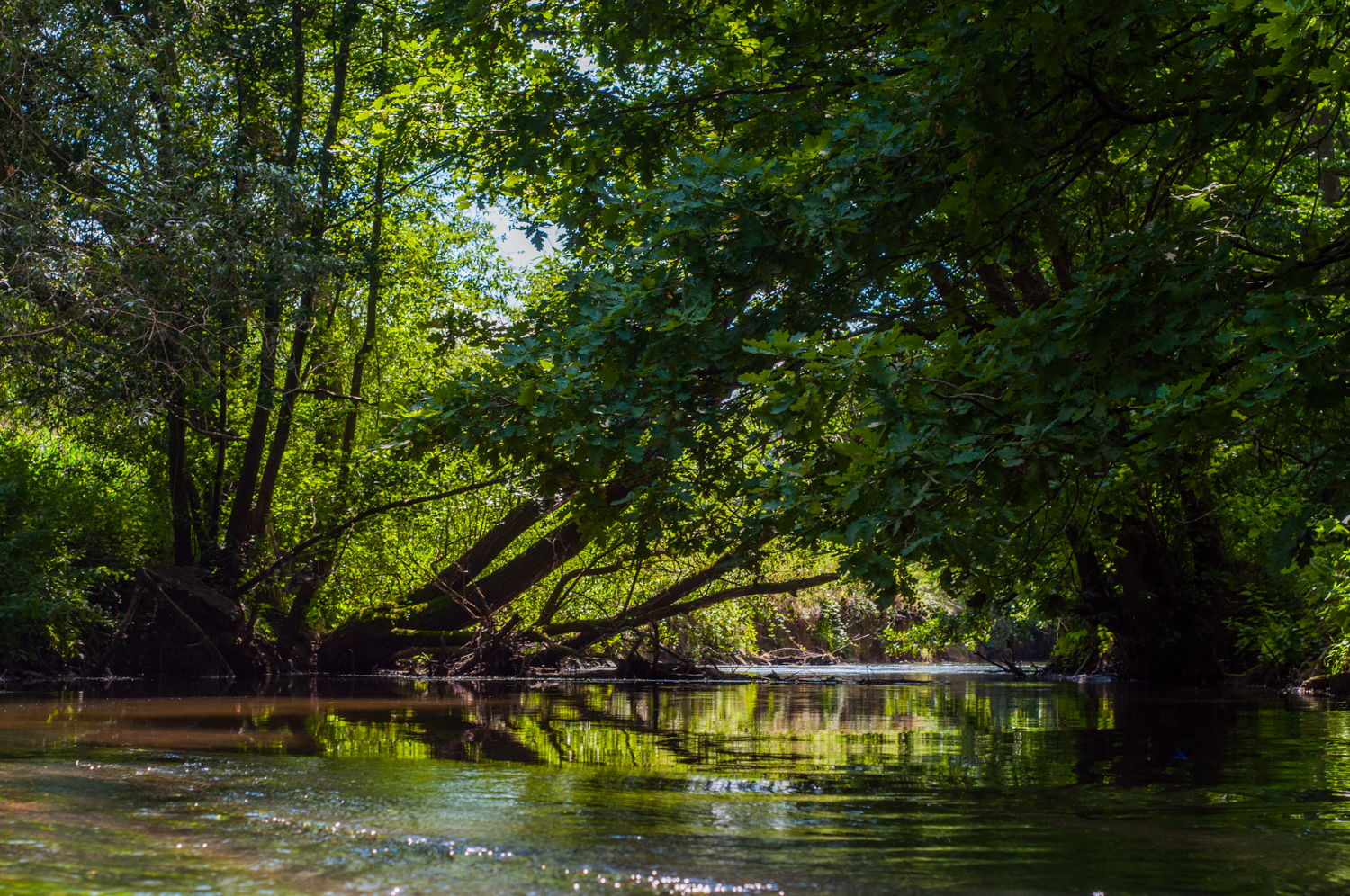
Пешеходная тропа над рекой Зорн
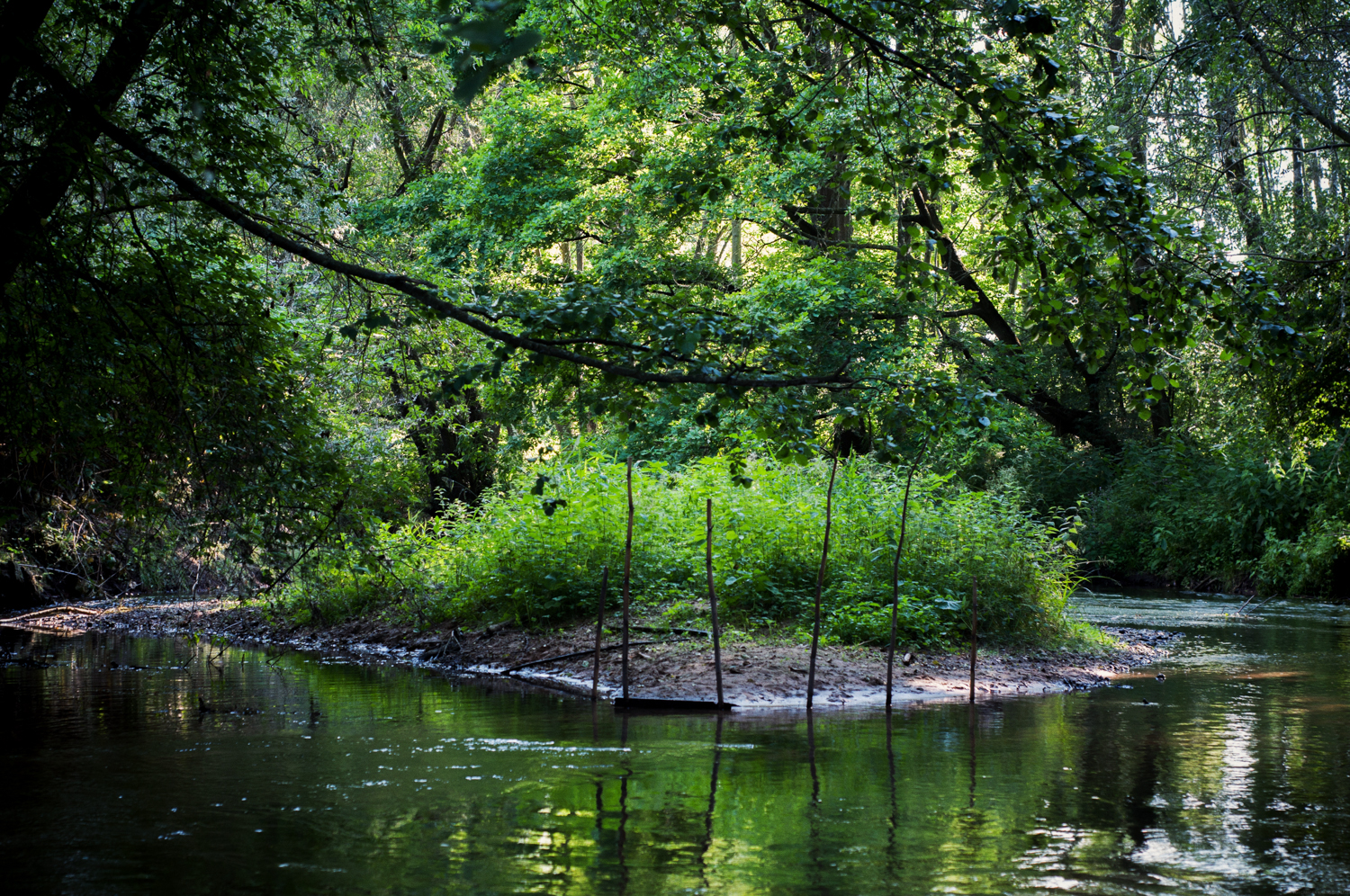
Остров на реке Зорн